# CPMI das Fake News

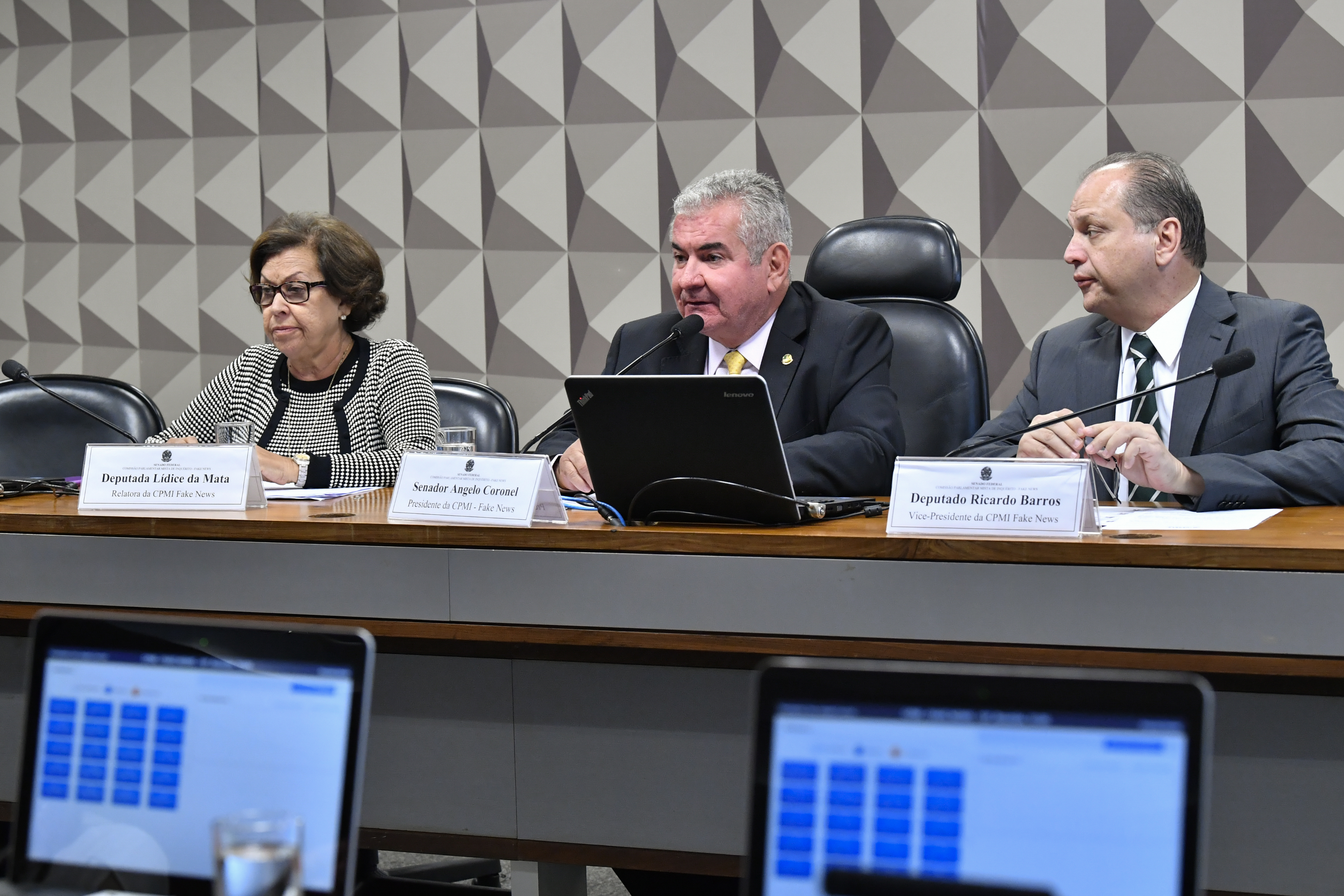
A relatora, deputada Lídice da Mata (PSB-BA); o presidente da CPMI, senador Angelo Coronel (PSD-BA) e o vice-presidente, deputado Ricardo Barros (PP-PR).

Comissão Parlamentar Mista de Inquérito (CPMI) das Fake News foi uma comissão parlamentar mista de inquérito (Câmara dos Deputados e Senado Federal) criada no Brasil para investigar a existência de uma rede de produção e propagação de notícias falsas e o assédio virtual nas redes sociais.

## História
A motivação pela criação da CPMI foi a suspeita de uso de notícias falsas e de desinformação, além de assédio e a incitação a outras práticas criminosas na internet, durante as eleições de 2018.
A CPMI das Fake News foi instalada em setembro de 2019 com o senador Ângelo Coronel (PSD-BA) sendo eleito presidente e a deputada Lídice da Mata (PSB-BA) nomeada relatora. O requerimento para a sua criação foi feito pelo deputado Alexandre Leite (DEM-SP), que contou com o apoio de 276 deputados e 48 senadores. Segundo a Agência Senado a CPMI é composta por quinze senadores e quinze deputados e deverá " investigar a criação de perfis falsos e ataques cibernéticos nas diversas redes sociais, com possível influência no processo eleitoral e debate público. A prática de cyberbullying contra autoridades e cidadãos vulneráveis também será investigada pelo colegiado, assim como o aliciamento de crianças para o cometimento de crimes de ódio e suicídio."
A CPMI passou a mirar a campanha eleitoral de Jair Bolsonaro na eleição presidencial de 2018, bem como aliados e membros de seu governo. Entretanto em depoimento,  Hans River, ex-funcionário da Yacows, empresa acusada de fraude nas eleições de 2018 pela CPMI, afirmou que foi contratado e que realizou disparos em massas nas eleições de 2018 para a campanha do  Partido dos Trabalhadores.

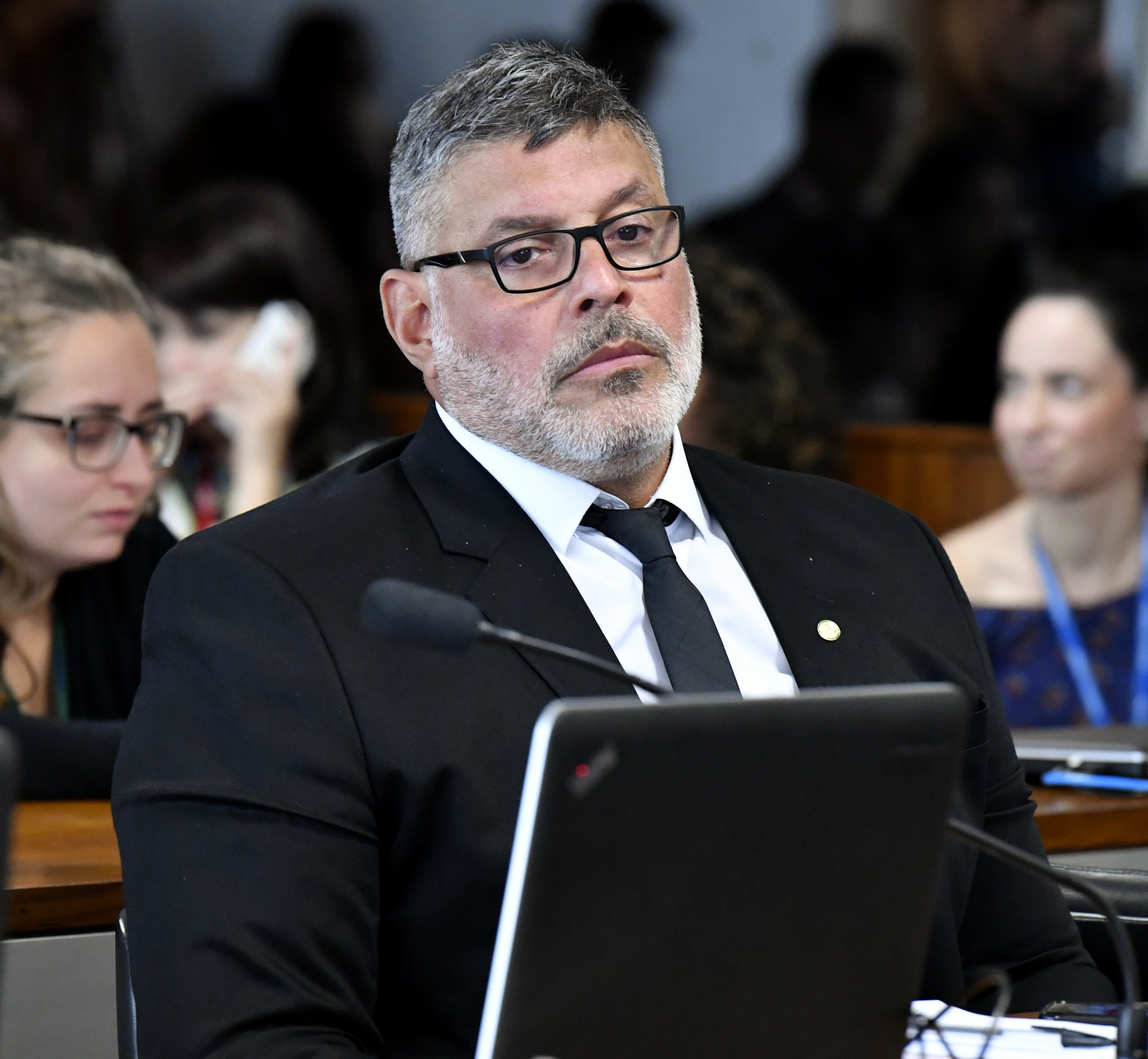
Deputado Alexandre Frota (PSDB-SP) à bancada da CPMI das Fake News.

Em 30 de outubro de 2019, o deputado Alexandre Frota (PSDB-SP) prestou depoimento à comissão afirmando que assessores da Presidência da República atuavam em "milícias digitais", uma rede de ataques virtuais, usando perfis falsos responsáveis por propagar desinformação e intimidar críticos do governo.
Em 26 de novembro foi a vez do general Carlos Alberto dos Santos Cruz, que foi ministro da Secretaria de Governo entre janeiro e junho de 2019, a prestar depoimento a CPMI das Fake News sobre os ataques  que sofreu nas redes sociais de apoiadores da chamada "ala ideológica" do governo e que motivaram sua saída do ministério.
No dia 4 de dezembro de 2019 a deputada Joice Hasselmann (PSL-SP) testemunhou na CPMI das Fake News citando a existência de um grupo de pessoas dentro do governo Bolsonaro, chamado de "gabinete do ódio", integrado por assessores especiais da Presidência da República, cujo objetivo seria a propagação de notícias falsas e campanhas difamatórias.
Joice Hasselmann disse que a estrutura funciona dentro do Palácio do Planalto e acusou os filhos do presidente Jair Bolsonaro, o deputado Eduardo Bolsonaro e o vereador do Rio de Janeiro Carlos Bolsonaro, de comandarem o que chamou de "milícia digital"
Em abril de 2020, a CPMI foi prorrogada e passou a focar também na disseminação de desinformação sobre a pandemia do COVID-19 e do negacionismo do coronavírus. O Conselho Federal de Medicina, inclusive, esteve envolvido em relatórios por não se responsabilizar perante usos de hidroxicloroquina para tratamento da COVID-19.
Foi encerrada no começo de 2023, ao final da legislatura em que foi criada, observando o Art. 5, § 2º da Lei 1579/52, sem a elaboração ou a votação de um relatório final, e sem nenhum indiciado por fato algum. 